# Anandamayi Ma
Sri Anandamayi Ma (Kheora, Bangladés; 30 de abril de 1896 - Kishenpur, Dehradun; 27 de agosto de 1982) fue una santa india, descrita por Swami Sivananda (de la Sociedad Vida Divina) como «la flor más perfecta que ha producido el suelo indio». Le fueron atribuidos por sus seguidores el don de la precognición, la curación por la fe y los milagros. Paramahansa Yogananda traduce el epíteto sánscrito Anandamayi como «alegría impregnada» en inglés. Sus devotos le dieron este nombre en la década de 1920 para describir su perpetuo estado de gozo divino.

## Biografía

### Primeros años
Anandamayi nació como el nombre de Nirmala Sundari Devi el 30 de abril de 1896 de la pareja ortodoxa vaishnavita brahmán Bipinbihari Bhattacharya y Mokshada Sundari Devi en la aldea de Kheora, distrito de Tipperah (ahora distrito de Brahmanbaria), en la actual Bangladés. Su padre, originario de Vidyakut en Tripura, era un cantante vaishnavita conocido por su intensa devoción. Ambos padres eran de linajes bien considerados, aunque la familia vivía en la pobreza. Nirmala asistió a las escuelas del pueblo de Sultanpur y Kheora durante aproximadamente 2 a 4 meses. Aunque sus maestros estaban satisfechos con sus aprendizajes, su madre estaba preocupada por el desarrollo mental de su hija debido a su comportamiento constantemente despreocupado y feliz. Cuando su madre una vez cayó gravemente enferma, sus familiares también comentaron con desconcierto que la niña aparentemente no se vio afectada.
En 1908, a la edad de doce años y 10 meses, de acuerdo con la costumbre rural de la época, se casó con Ramani Mohan Chakrabarti de Bikrampur (ahora distrito de Munshiganj), a quien luego le cambiaría el nombre por Bholanath. Pasó cinco años después de su matrimonio en la casa de su cuñado, atendiendo las tareas domésticas en un estado meditativo la mayor parte del tiempo. Fue en Ashtagram que una vecina devota, Harakumar, a quien se le consideraba una demente, reconoció y anunció su fuerza espiritual, desarrolló el hábito de dirigirse a ella como "Ma", y se postró ante ella en reverencia cada mañana y cada tarde.
Cuando Nirmala tenía unos diecisiete años, se fue a vivir con su esposo que trabajaba en la ciudad de Ashtagram. En 1918, se mudaron a Bajitpur, donde permaneció hasta 1924. Era un matrimonio célibe; cada vez que Ramani tenía pensamientos de lujuria, el cuerpo de Nirmala adquiría las cualidades de la muerte.
En la noche de luna llena de agosto de 1922, a medianoche, Nirmala, de veintiséis años, promulgó su propia iniciación espiritual. Ella explicó que la ceremonia y sus ritos le fueron revelados espontáneamente cuando los solicitó. Aunque carecía de educación al respecto, los ritos complejos correspondían a los tradicionales, del hinduismo antiguo, incluidas las ofrendas de flores, los diagramas místicos (yantra) y la ceremonia del fuego (yajña). Más tarde declaró: «Como maestra (gurú), revelé el mantra; como discípula, lo acepté y comencé a recitarlo».

### Daca

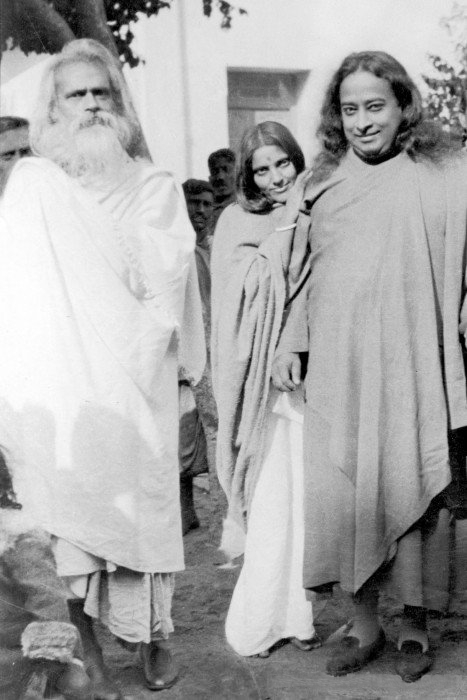
Paramahansa Yogananda (a la derecha), Anandamayi Ma (en el centro) y su esposo Bholanath (izquierda) en 1915.

Nirmala se mudó a Shahbag con su esposo en 1924, donde fue nombrado cuidador de los jardines del Nabab de Daca. Durante este período, Nirmala entró en éxtasis en kirtans públicos.
Jyotiscandra Ray, conocido como «Bhaiji», fue un discípulo temprano y cercano. Él fue el primero en sugerir que Nirmala se llamara Anandamayi Ma, que significa «Madre Permeada de Alegría» o «Madre Permeada de Dicha». Fue el principal responsable del primer ashram construido para Anandamayi Ma en 1929 en Ramna, dentro del recinto del Ramna Kali Mandir.
En 1926, reincorporó un antiguo templo dedicado a Kali abandonado en el área de Siddheshwari.
Durante el tiempo en Shahbag, más y más personas comenzaron a sentirse atraídas por lo que veían como una encarnación viva de lo divino.
A partir de este momento, varios eruditos se sintieron atraídos por la luz, el don, el poder y el mensaje de amor de Anandamayi Ma, aunque continuó describiéndose a sí misma como «una pequeña niña sin letras». Mahamahopadhyay Gopinath Kaviraj —el erudito en sánscrito, filósofo y director del Colegio de Sánscrito del Gobierno en Benarés—, Pran Gopal Mukerjee y Triguna Sen, estaban entre sus seguidores. Uday Shankar, el famosa artista de danza, quedó impresionado por el análisis que hizo Anandamayi Ma sobre la danza, utilizándola como metáfora de la relación entre las personas y Dios. Fue contemporánea de conocidos santos hindúes como Udiya Baba, Sri Aurobindo, Ramana Maharshi, Swami Ramdas y Paramahansa Yogananda.

### Muerte
Ma murió el 27 de agosto de 1982 en Dehradun, y posteriormente el 29 de agosto de 1982 se construyó un samadhi mandhir (mausoleo) en el patio de su ashram en Kankhal, situado en Haridwar, en el norte de la India.

## Enseñanzas
Como amas tu propio cuerpo, considera a todos iguales a tu propio cuerpo. Cuando la Experiencia Suprema sobreviene, el servicio de todos se revela como el propio servicio. Llámalo un pájaro, un insecto, un animal o un hombre, llámalo por el nombre que quieras, uno sirve al propio Ser en cada uno de ellos.
Anandamayi Ma, Ananda Varta Quarterly

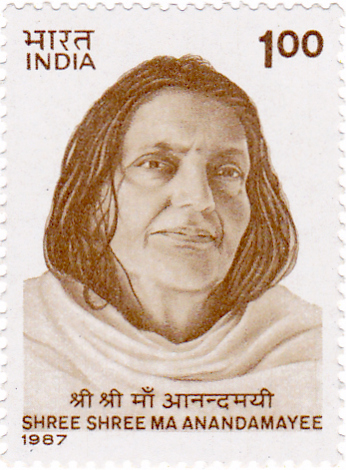
Anandamayi Ma en una estampilla india de 1987.

Anandamayi Ma nunca preparó discursos, escribió o revisó lo que había dicho. La gente tuvo dificultades para transcribir sus charlas a menudo informales debido a su velocidad de conversación. Además, la forma bengalí de juego de palabras aliterado a menudo se perdió en la traducción. Sin embargo, su asistente personal, Gurupriya Devi, y un devoto, Brahmachari Kamal Bhattacharjee, intentaron transcribir su discurso antes de que los equipos de grabación de audios estuvieran ampliamente disponibles en India.
Un tema central de su enseñanza es «el llamado supremo de todo ser humano es aspirar a la autorrealización. Todas las demás obligaciones son secundarias» y «solo las acciones que encienden la naturaleza divina del hombre son dignas del nombre de 'acciones'». Sin embargo, no aconsejó a todos que se convirtieran en renunciantes. Ella rechazaba los argumentos y controversias espirituales al afirmar que «todos tienen razón desde su propio punto de vista». Ella no conducía iniciaciones formales y se negó a ser llamada gurú, ya que sostuvo que «todos los caminos son mis caminos» y «no tengo ningún camino en particular».
Ella no abogó por los mismos métodos espirituales para todas las personas: «¿Cómo se pueden imponer limitaciones al infinito al declarando este es el único camino? ¿Y por qué debería haber tantas religiones y sectas diferentes? Porque a través de cada una de ellas se entrega a cada uno a sí mismo, para que cada persona pueda avanzar de acuerdo con su naturaleza innata». Ella misma ha dicho (en La madre según me fue revelada, 2014),que todas las formas de sadhana, conocidas y desconocidas, se le ocurrieron en forma de lila (juego) sin ningún esfuerzo consciente de su parte. Por lo tanto, su sadhana no se puede ubicar en un área específica, ya que hacerlo significaría que de alguna manera estaba limitada a esa área y su dominio también era limitado. Ella dio la bienvenida y conversó con devotos de diferentes caminos y religiones como shivaísmo, visnuismo, tantrismo, o del Islam, el cristianismo, el judaísmo, el sijismo, el budismo y el zoroastrismo. Todos eran bienvenidos y ella estaba igualmente cómoda mientras daba orientación a todos los practicantes de las diferentes religiones. Incluso ahora, la población musulmana de Kheora todavía se refiere a ella como «nuestra propia Ma».